# Мухтаров, Лятиф Исмаил оглы
Лятиф Исмаил оглы Мухтаров (азерб. Lətif İsmayıl oğlu Muxtarov; 1939, с. Ковлар, Таузский район — 2004, там же) — советский азербайджанский виноградарь, мастер-виноградарь Азербайджанской ССР (1983). Депутат Верховного Совета СССР 11-го созыва (1984—1989), народный депутат СССР (1989—1991).

## Биография
Родился в 1939 году в селе Ковлар Таузского района Азербайджанской ССР (ныне город в Товузском районе).
Заочно окончил агрономический факультет Азербайджанского сельскохозяйственного института имени С. Агамали оглы.
Начал трудовую деятельность рабочим виноградарского совхоза, с 1964 года — бригадир бригады № 10 совхоза-техникума имени Мир Башира Касумова Таузского района республики.
Бригада Мухтарова достигла высоких результатов при выполнении заданий восьмой (1966—1970), девятой (1971—1975), десятой (1976—1980) и одиннадцатой (1981—1985) пятилеток по производству сельскохозяйственной продукции. Еще в 1970 году бригада получила высокий относительно плановых заданий урожай в 110 центнеров винограда с каждого гектара насаждений. В годы десятой и одиннадцатой пятилетки бригада получала особо высокие урожаи — от 280 ц/га и выше. Так, коллектив из 40 человек под руководством Мухтарова выполнил план десятой пятилетки за три года. В 1981 году трудящиеся бригады получили с каждого гектара 317 центнеров винограда, сдав государству 1710 тонн урожая вместо плановых 719 тонн, в 1982 году на 57 гектарах виноградников, из которых 30 гектаров были засажены виноградом сорта Кардинал, коллективом с каждого гектара было получено 305,4 центнеров ягод, в 1983 году — 300 центнеров.
Активно участвовал в общественно-политической жизни республики и Советского Союза. Состоял в КПСС, выдвинут делегатом XXVII съезда КПСС (1986), делегатом XXX и XXXI съездов КП Азербайджана, в 1986—1990 годах член ЦК Компартии Азербайджана. В 1984 году избран депутатом Верховного Совета СССР 11-го созыва, в 1989 году избран народным депутатом СССР от Таузского национально-территориального избирательного округа № 220 Азербайджанской ССР.
Скончался в 2004 году в родном посёлке.